# Фадиль, Иман
Иман Фадиль (итал. Imane Fadil; 1 января 1985 года — 1 марта 2019 года) — итальянская фотомодель марокканского происхождения, свидетельница по делу против премьер-министра Сильвио Берлускони по обвинению в совращении несовершеннолетних и организации детской проституции.

## Биография
Родилась в Марокко. В дальнейшем жила в Италии. Была профессиональной танцовщицей.
Утверждала, что присутствовала на многих секс-вечеринках, устраиваемых Берлускони. По её утверждению, в оргиях участвовали несовершеннолетние проститутки, а сами вечеринки имели сатанинский окрас. Иман дала показания против Берлускони в ходе судебного процесса в 2012 году по т. н. «делу Руби».
Иман Фадиль утверждала, что пишет книгу об этом скандале. 29 января 2019 года Фадиль была госпитализирована, у неё начали отказывать органы. Через месяц она скончалась. Семья Иман заявила о том, что незадолго до смерти она высказывала опасения за свою жизнь. Агентство АНСА, проведя токсикологическое исследование, пришло к выводу, что Фадиль скончалась от отравления смесью радиоактивных веществ. Итальянская газета La Repubblica сообщила, что среди веществ, которыми была отравлена Фадиль, был радиоактивный изотоп кобальта. После смерти черновики её книги были изъяты следствием.
После её смерти Берлускони сделал следующее заявление:
Мне всегда очень грустно, когда умирают молодые. Но я никогда не знал эту женщину и ни разу с ней не говорил. То, что я читал о её заявлениях, всегда заставляло думать, что они абсурдны и выдуманы.